# Leśny Dworek (Bielawa)
Leśny Dworek – willa w stylu tyrolskim wybudowana dla Friedricha Dieriga, syna Christiana Dieriga, znajdująca się w Bielawie. Przed 1945 r. ostatnim jej właścicielem był prawnik Hans Christian Dierig. W 1989 w budynku została otworzona restauracja, która po kilku latach została zamknięta. 
10 marca 1992 wpisana do rejestru zabytków pod nr A/3683/1364/WŁ.